# Robin Hood Football Club
El Robin Hood Football Club es un equipo de fútbol de Bermudas que juega en la Liga Premier de Bermudas, la primera división de fútbol en el país.

## Historia
Fue fundado en el año 1977 en la ciudad de Pembroke Parish, aunque sus orígenes están en el poblado de Robin Hood. 
Sus mejores logros han sido en la llamada División Comercial, tercera división de Bermudas, la cual han ganado en varias ocasiones. Su primera temporada en la Liga Premier de Bermudas fue la de 2014/15 luego de ganar el título de la segunda categoría.
En la temporada 2015/16 logra su primer título importante al ganar la Copa FA de Bermudas; y en la temporada siguiente logra el título nacional por primera vez en su historia.

## Palmarés
- Liga Premier de Bermudas: 1

2016/17
- Copa FA de Bermudas: 3

2015/16, 2017/18, 2018/19